# Огненный смерч (явление)

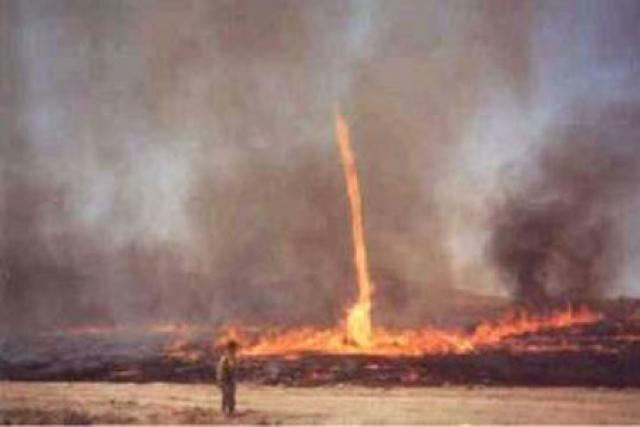
Огненный вихрь

Огненный смерч (огненный торнадо) — это высокий и относительно тонкий вихрь, возникший над огнём, и состоящий из пламени и продуктов горения. Они начинаются с завихрения ветра, часто становятся видимыми из-за дыма, и могут возникать, когда интенсивное повышение температуры и турбулентные условия ветра объединяются, образуя устойчивые закручивающиеся вертикальные вихри воздуха. Эти вихри могут образовывать вихрь, подобный смерчу, который засасывает мусор и дым.

## Механизм

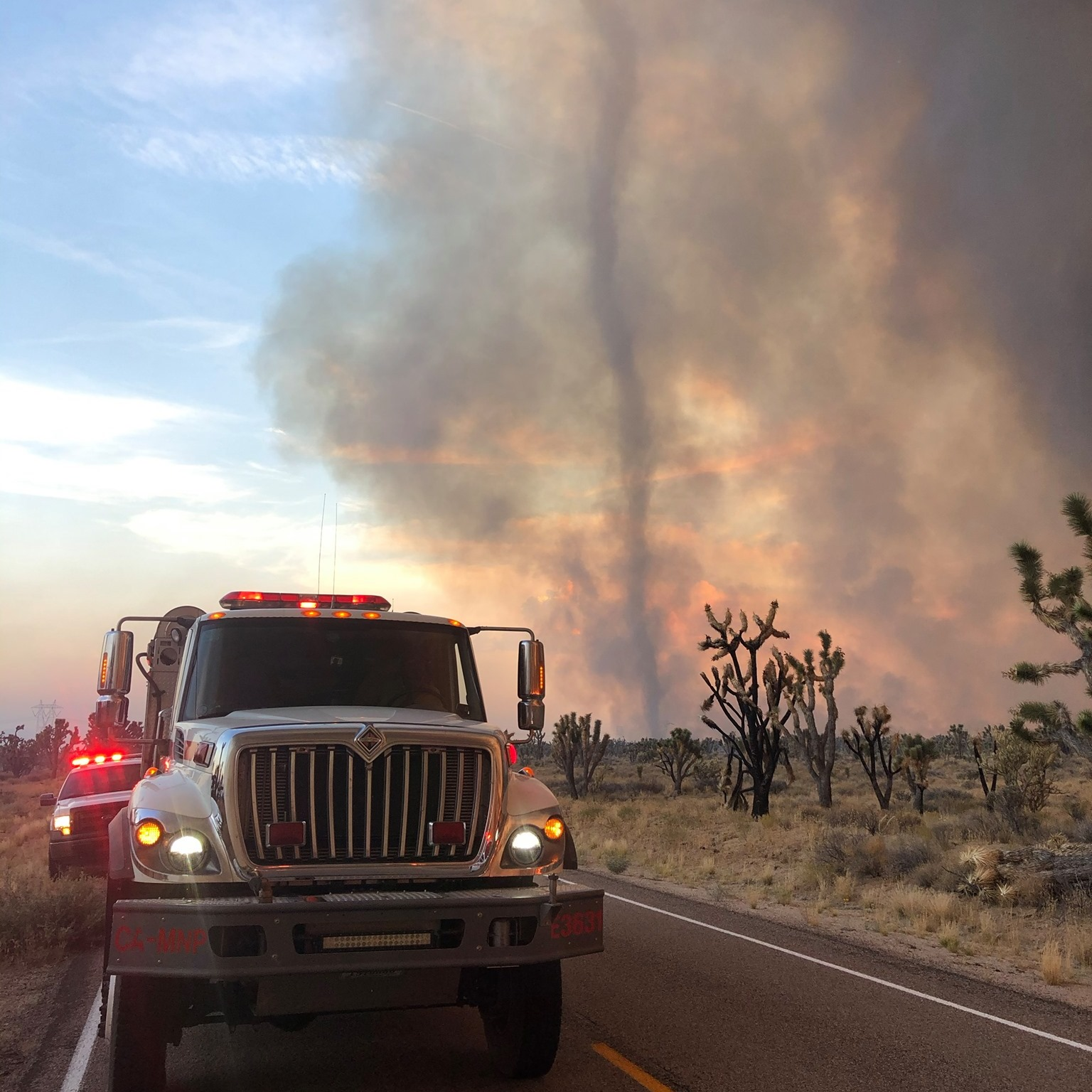
Огненный смерч в природном пожаре, Калифорния, США

Воздух над горящей территорией сильно нагревается и начинает подниматься вверх. В этот процесс втягиваются холодные воздушные массы, прибывающие с периферии горения. Они ещё сильнее раздувают пламя и создают устойчивые центростремительные потоки, которые в центре взмывают тонким и высоким вихрем, который может достигать высоты до 5 километров. Раскалённый до 500—800 ˚C воздух вращается с ураганными скоростями. Всё, что находится рядом с эпицентром огненного смерча, сгорает либо плавится.